# Hải Ninh, Gia Hưng
Hải Ninh (chữ Hán phồn thể:海寧市, chữ Hán giản thể: 海宁市, âm Hán Việt: Hải Ninh thị) là một thành phố cấp phó địa khu thuộc địa cấp thị Gia Hưng, Chiết Giang, Trung Quốc. Thành phố Hải Ninh cách Hàng Châu 61,5 km, cách Thượng Hải 125 km. Thành phố này có diện tích 731,03 km², dân số 640.000 người. Về mặt hành chính, thành phố Hải Ninh được chia ra 4 nhai đạo, 8 trấn.
- Nhai đạo biện sự xứ: Giáp Thạch, Hải Châu, Hải Xương, Mã Kiều.
- Trấn: Hứa Thôn, Trường An, Châu Vương Miếu, Diêm Quan, Tà Kiều, Đinh Kiều, Viên Hoa, Hoàng Loan.